# Isla Pastores
Isla Pastores (también llamada alternativamente Isla de Shepherd) es una isla del Mar Caribe que pertenece al país centroamericano de Panamá en el Archipiélago de Bocas del Toro en las coordenadas geográficas 09°14′N 82°20′O / 9.233, -82.333 al sur de la Bahía Almirante, al este de la Isla San Cristóbal y la ensenada grande, y al norte del Cayo Roldán. Administrativamente hace parte Provincia de Bocas del Toro. Su nombre alternativo en inglés «Shepherd» significa pastor, debido precisamente a un pastor inglés que en el siglo XIX vivió allí.